# Emilie de Ravin
Emilie de Ravin (27 december 1981) is een Australisch actrice. Ze won in 2006 een Screen Actors Guild Award samen met de gehele cast van Lost. In 2011 speelde ze de rol van Belle in in de ABC serie Once Upon a Time.

## Biografie
De Ravins acteercarrière begon toen ze in 1999 een rol kreeg in de televisieserie BeastMaster. Een jaar later werd ze aangenomen in de televisieserie Roswell High. In 2004 kreeg ze een rol in Lost als Claire Littleton. In 2006 had Emilie een rol in de horrorfilm The Hills Have Eyes. Ze is als Ally te zien naast Robert Pattinson in Remember Me. Ze was ook te zien naast Jennifer Morrison en Ginnifer Goodwin in de bekende televisieserie Once Upon a Time als Belle. Ze verscheen als eerste in de twaalfde aflevering van seizoen 1. Ze verliet de serie na het zesde seizoen.